# Novaguinea
Novaguinea là một chi thực vật có hoa trong họ Cúc (Asteraceae).

## Loài
Chi Novaguinea gồm các loài: